# Joseph Dumont
Pour l’article homonyme, voir Dumont.
Joseph Dumont, né le 19 avril 1847 et mort le 15 janvier 1912, est un soldat et homme politique fédéral et provincial du Québec.

## Biographie
Né à Saint-André-de-Kamouraska dans le Canada-Est, Joseph Dumont étudie au Collège de Sainte-Anne-de-la-Pocatière. En 1869, il partit pour Rome où il sert comme zouave dans l'armée papale.
Élu député du Parti libéral du Québec dans la circonscription provinciale de Kamouraska lors d'une élection partielle organisée en 1877, il ne se représente pas en 1878 pour devenir député du Parti libéral du Canada dans la circonscription fédérale de Kamouraska lors des élections de 1878. Il ne se représente pas en 1882.